# David Gilmour
David Jon Gilmour (ur. 6 marca 1946 w Cambridge) – brytyjski muzyk, kompozytor, gitarzysta i wokalista, multiinstrumentalista. Najbardziej znany jako długoletni członek zespołu rockowego Pink Floyd.

## Życiorys

### Przed Pink Floyd
David Gilmour urodził się 6 marca 1946 roku w Grantchester, w Cambridge, jako drugie dziecko w zamożnej rodzinie Douglasa Gilmoura, wykładowcy na Uniwersytecie Cambridge i nauczycielki Sylvii Gilmour. Był zmuszony szybko się usamodzielnić. Kiedy miał osiemnaście lat jego rodzice wyjechali na stałe do Stanów Zjednoczonych. W wieku trzynastu lat, korzystając z podręcznika i płyty instruktażowej Pete’a Seegera, opanował podstawy gry na gitarze. Wkrótce potem zaczął występy w lokalnych pubach, początkowo z grupą The Newcomers, później z zespołem The Ramblers. W roku 1964 założył swój własny zespół – Joker’s Wild. Repertuar miał głównie charakter taneczny. Grupa grała przeboje zespołów: The Beatles, The Beach Boys, The Four Seasons, choć sięgała również po utwory soulowe, m.in.: Otisa Reddinga. Zespół Joker’s Wild odniósł lokalny sukces, jednak zawiesił działalność w 1967 roku, po nieudanej wyprawie do Francji.
David Gilmour i Roger „Syd” Barrett znali się od czasów szkolnych w Cambridge. W szkole średniej Gilmour, wtedy będący już sprawnym muzykiem, udzielał Barrettowi lekcji gry na gitarze. Okazję do wspólnych występów mieli w czasie studiów w Cambridgeshire College of Arts and Technology (od 1963). Lato 1964 roku spędzili grając, jako muzycy uliczni, w miejscowościach południowej Francji. Ich repertuar składał się głównie z przebojów The Beatles.

### Pink Floyd

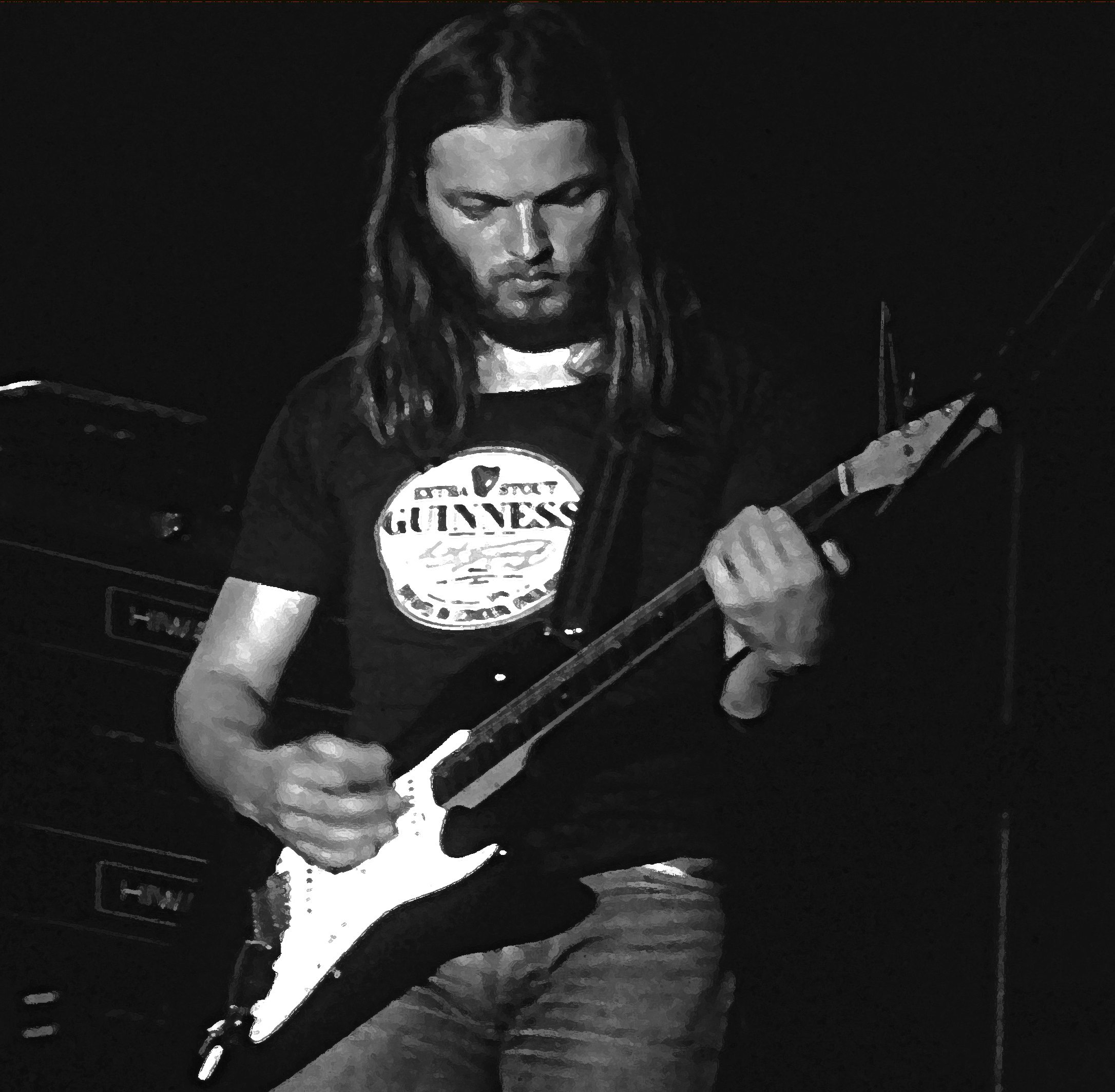
Gilmour w latach 70.

Na przełomie 1967 i 1968 roku David Gilmour otrzymał propozycję dołączenia do Pink Floyd (jako wokalista i gitarzysta). Była to reakcja zespołu na coraz większe problemy z uzależnieniem od narkotyków dotychczasowego lidera – Syda Barretta. Początkowym zadaniem Gilmoura miało być głównie zastępowanie Barretta podczas koncertów. Wkrótce jednak Barrett opuścił zespół na dobre, a Gilmour zajął jego miejsce. Charakterystyczny styl gry Gilmoura był jednym ze źródeł sukcesu Pink Floyd w latach 70., dając mu na pewien czas dominującą pozycję w zespole. Jednakże po sukcesach The Dark Side of the Moon i Wish You Were Here na pierwszą pozycję wysunął się Roger Waters – kompozytor przytłaczającej większości materiału z płyt Animals, The Wall, ale już płyta The Final Cut była w całości jego autorstwem, co w środowisku dziennikarzy wywołuje do dziś dyskusję, czy to nie jest aby pierwszy album solowy basisty.
David Gilmour został liderem zespołu, po wznowieniu działalności Pink Floyd, ale bez udziału Rogera Watersa właściwie od 1985 roku, kiedy Waters rozesłał do wytwórni płytowych listy, z informacją o swoim odejściu z grupy. Był twórcą praktycznie całego materiału, który znalazł się na wydanej we wrześniu 1987 roku, płycie A Momentary Lapse of Reason. Po niezwykle udanym tournée, obejmującym połowę globu (także koncert w Moskwie), grupa wydała, w 1994 roku, płytę The Division Bell, której współtwórcami byli oprócz Gilmoura, także jego obecna żona, Polly Samson, jako autorka niektórych tekstów i Rick Wright (nazwisko Nicka Masona, nie pojawiło się przy żadnym z utworów). Udokumentowaniem trasy The Division Bell stało się dwupłytowe wydawnictwo P•U•L•S•E (w roku 2006 wznowione w postaci DVD). W 2005 roku grupa (w składzie: David Gilmour, Roger Waters, Richard Wright, Nick Mason) pojawiła się podczas występu na Live 8, zorganizowanym przez Boba Geldofa, charytatywnym koncercie na rzecz głodujących w Afryce. Był to ostatni koncert zespołu, w oryginalnym składzie po 24 latach (ostatnie występy w tym składzie odbyły się podczas tournee, promującego album „The Wall”, w latach 1980–1981).

### Poza Pink Floyd

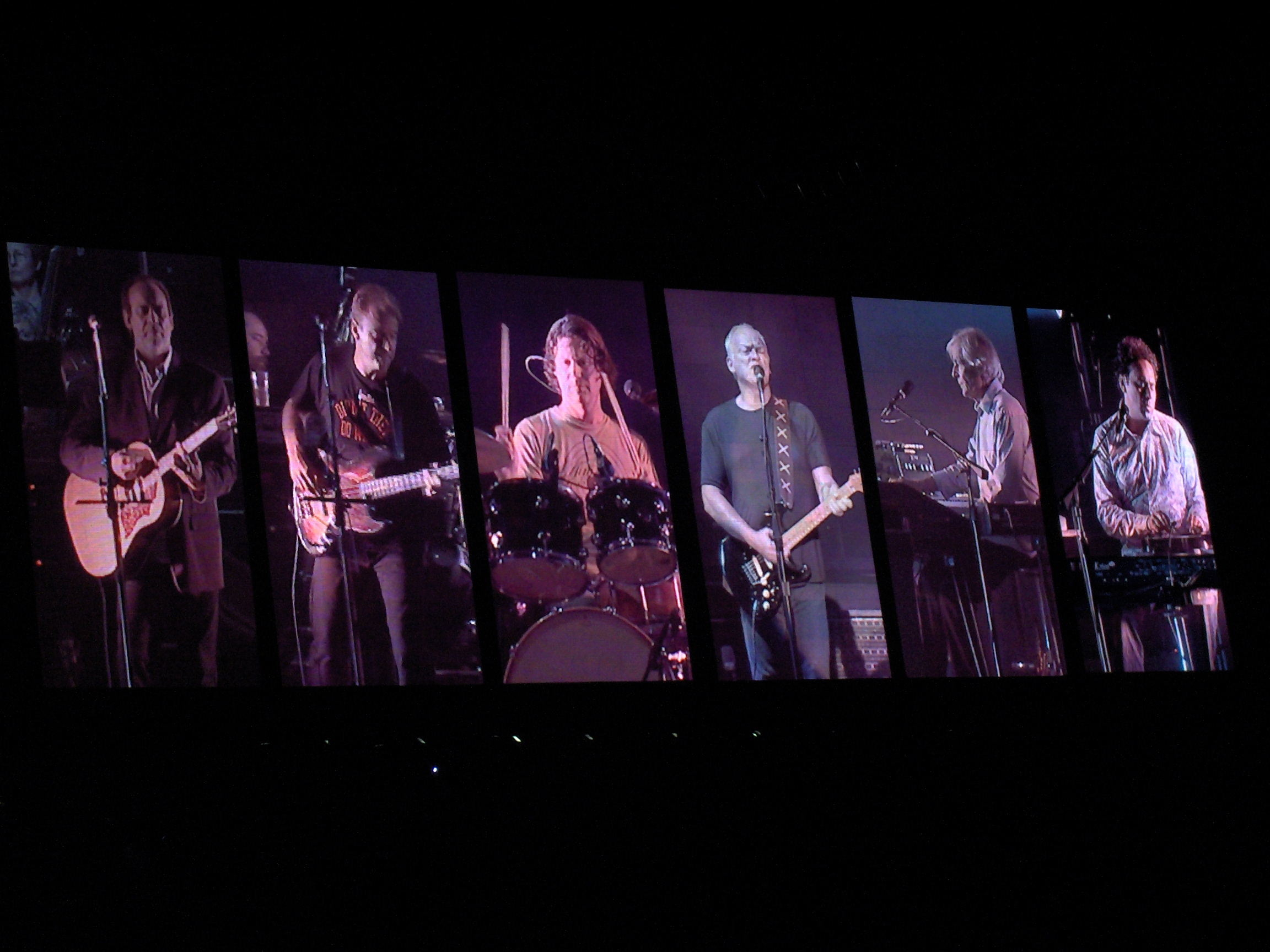
Telebim z muzykami podczas występu Davida Gilmoura w Gdańsku, 26 sierpnia 2006

Poza zespołem Pink Floyd David Gilmour angażował się w różnorodną działalność. Wspomagał swoją gitarą, m.in.: Syda Barretta, byłego kolegę z zespołu, Grace Jones, Toma Jonesa, Eltona Johna, B.B. Kinga, Paula McCartneya, Johna Lennona, Sam Brown, Joolsa Hollanda, Boba Dylana, Pete’a Townshenda, zespoły: The Who i Supertramp, Levona Helma, Robbiego Robertsona, Alana Parsonsa, a także różnorakie charytatywne supergrupy. Odkrył i wypromował talent popularnej później, w latach osiemdziesiątych wokalistki, Kate Bush, a także talent popularnej w roku 2009, Florence Welch.
Nagrał również pięć solowych płyt: David Gilmour (1978), About Face (1984), On an Island (2006) i Rattle That Lock (2015), Luck and Strange (2024). W 2001 i 2002 roku zagrał kilka akustycznych koncertów w Londynie i Paryżu, w towarzystwie niewielkiego zespołu, z towarzyszeniem chóru. Zostały one później wydane jako David Gilmour in Concert.
Jego trzeci solowy album – On An Island został wydany 6 marca 2006 (w USA dzień później), w 60. urodziny muzyka. Autorem partii orkiestrowych do utworów był polski kompozytor Zbigniew Preisner. W nagraniu wziął udział m.in. Richard Wright, kolega z zespołu Pink Floyd i polski pianista, Leszek Możdżer. W utworze „Red Sky At Night”, Gilmour po raz pierwszy zagrał na saksofonie.
Między marcem a wrześniem 2006 roku odbyło się tournée promujące płytę, w ramach którego 26 sierpnia artysta wystąpił na terenie Stoczni Gdańskiej w towarzystwie orkiestry Filharmonii Bałtyckiej pod batutą Zbigniewa Preisnera. W koncercie, oprócz zespołu Gilmoura (Richard Wright, Phil Manzanera, Guy Pratt, Dick Parry, Jon Carin, Steve Di Stanislao), gościnnie wziął udział również Leszek Możdżer. Koncert był częścią obchodów 26. rocznicy „Solidarności”.
25 czerwca 2016 roku David Gilmour zagrał we Wrocławiu, ówczesnej Europejskiej Stolicy Kultury. Koncert był transmitowany „na żywo” przez stację: TVP2 i TVP Rozrywka.

## Wyróżnienia
W roku 1996 David Gilmour został wprowadzony do Rock and Roll Hall of Fame jako członek Pink Floyd.
W 2003 roku David Gilmour został odznaczony Orderem Imperium Brytyjskiego (otrzymując tytuł Komandora tegoż orderu), za zasługi dla muzyki, kultury i działalność charytatywną. Również w roku 2003 został sklasyfikowany na 82. miejscu listy 100 najlepszych gitarzystów wszech czasów magazynu Rolling Stone. W 2011 roku został sklasyfikowany na 14. miejscu listy 100 najlepszych gitarzystów wszech czasów magazynu Rolling Stone.

## Dyskografia

### Albumy studyjne
| David Gilmour               | - Data: 25 maja 1978 - Wydawca: Harvest, Columbia | 29 | 17 | 21 | – | – | –   | – | – |                 | - USA: złota płyta                                                                 |
| About Face                  | - Data: 5 marca 1984 - Wydawca: Harvest, Columbia | 32 | 21 | 13 | – | – | –   | – | – |                 | - USA: złota płyta                                                                 |
| On an Island                | - Data: 6 marca 2006 - Wydawca: EMI, Columbia     | 6  | 1  | 3  | 3 | 3 | 112 | 4 | 1 | - USA: 96 tys.+ | - UK: platynowa płyta - CAN: złota płyta - GER: złota płyta - POL: platynowa płyta |
| Rattle That Lock            | - Data: 18 września 2015 - Wydawca: Columbia      | 5  | 1  | 1  | 2 | 2 | 12  | 3 | 1 | - USA: 71 tys.+ | - POL: złota płyta                                                                 |
| Luck and Strange            | - Data: 6 września 2024 - Wydawca: Sony           | 10 | 1  | 8  | 1 | 1 | 23  | 8 | 1 |                 | - POL: złota płyta                                                                 |
| „–” album nie był notowany. |                                                   |    |    |    |   |   |     |   |   |                 |                                                                                    |

### Albumy koncertowe
| Tytuł           | Dane dot. albumu                                  | Pozycja na liście | Pozycja na liście | Pozycja na liście | Pozycja na liście | Pozycja na liście | Pozycja na liście | Pozycja na liście | Sprzedaż                        | Certyfikat                               |
| Tytuł           | Dane dot. albumu                                  | USA               | UK                | SWE               | NLD               | GER               | JPN               | POL               | Sprzedaż                        | Certyfikat                               |
| --------------- | ------------------------------------------------- | ----------------- | ----------------- | ----------------- | ----------------- | ----------------- | ----------------- | ----------------- | ------------------------------- | ---------------------------------------- |
| Live in Gdańsk  | - Data: 22 września 2008 - Wydawca: EMI, Columbia | 26                | 10                | 24                | 14                | 12                | 62                | 5                 | - USA: 19 tys.+ - POL: 20 tys.+ | - POL: platynowa płyta - UK: złota płyta |
| Live At Pompeii | - Data: 29 września 2017 - Wydawca: Columbia      | 45                | 3                 | 12                | 2                 | 2                 | –                 | 7                 |                                 |                                          |

### Albumy wideo
| David Gilmour Live 1984     | - Data: wrzesień 1984 - Wydawca: CBS FOX Video Music         | –  | – | – | –  | – | – |                                                  |
| David Gilmour in Concert    | - Data: 21 października 2002 - Wydawca: EMI, Capitol         | 6  | 5 | – | –  | – | – | - POL: złota płyta DVD                           |
| Remember That Night         | - Data: 17 września 2007 - Wydawca: David Gilmour Music Ltd. | 17 | 1 | 3 | 46 | 9 | 4 | - CAN: 2x platynowa płyta - USA: platynowa płyta |
| Live in Gdańsk              | - Data: 22 września 2008 - Wydawca: EMI, Columbia            | –  | – | – | –  | – | – |                                                  |
| Live At Pompeii             | - Data: 29 września 2017 - Wydawca: Columbia                 | –  | – | – | –  | – | – |                                                  |
| „–” album nie był notowany. |                                                              |    |   |   |    |   |   |                                                  |

### Współpraca
| Tytuł                                              | Dane dot. albumu                                 | Pozycja na liście | Pozycja na liście | Pozycja na liście | Pozycja na liście |
| Tytuł                                              | Dane dot. albumu                                 | USA               | UK                | NLD               | GER               |
| -------------------------------------------------- | ------------------------------------------------ | ----------------- | ----------------- | ----------------- | ----------------- |
| Metallic Spheres (The Orb featuring David Gilmour) | - Data: 12 października 2010 - Wydawca: Columbia | 73                | 12                | 40                | 95                |

## Instrumentarium
Gitary elektryczne:

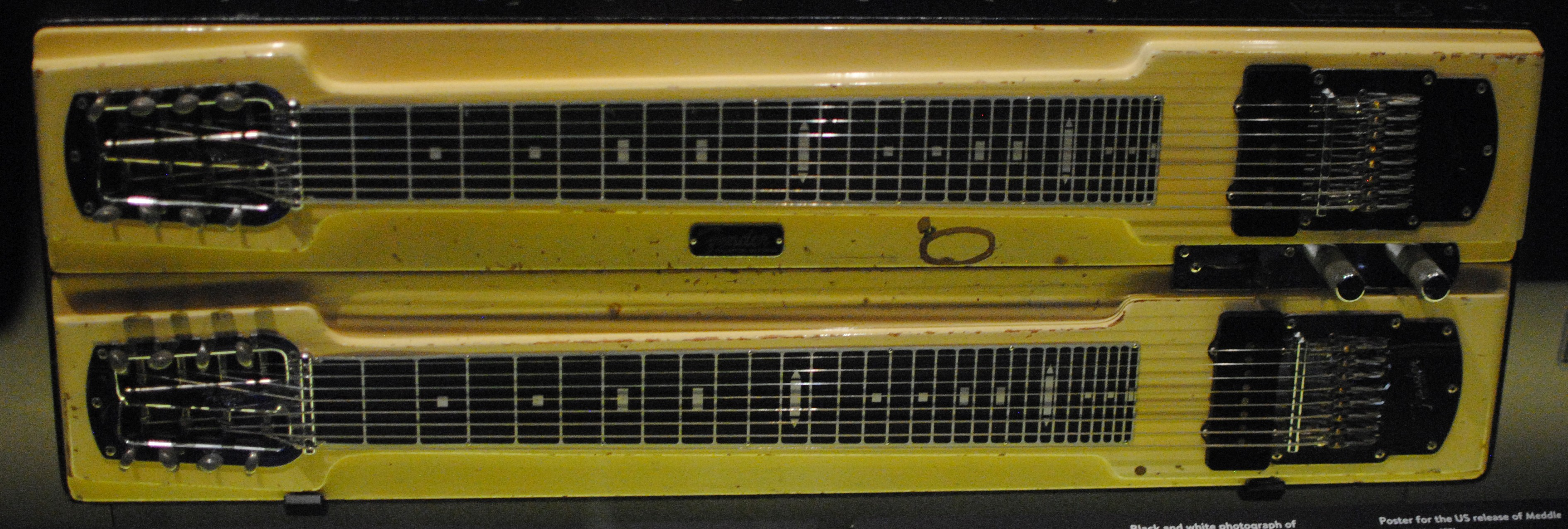

- 1960's Blonde Fender Telecaster – podarunek od rodziców. Używana przez Davida świeżo po dołączeniu do Pink Floyd, zgubiona w 1968;
- 1960's White Fender Stratocaster – służyła od 1968 do 1970, kiedy została skradziona;
- 1960's „The Black Strat” – czarny Fender Stratocaster. Ulubiona gitara Davida, używana i modyfikowana od 1970;
- Bill Lewis Guitar – ręcznie wykonana, 24-progowa gitara, posłużyła do wykonania solówki w „Money”;
- #0001 Stratocaster – biały Fender Stratocaster z numerem seryjnym 0001. Nie jest on jednak pierwszym wyprodukowanym egzemplarzem tego modelu. Zaprezentowana w 1978;
- „The Red Strat” – czerwony Fender Stratocaster, w użyciu od 1984;
- Fender 1000 Pedal Steel – dwugryfowa gitara hawajska, w użyciu od 1970;
- Jedson Lap Steel – kolejna gitara stalowa, używana zamiennie z powyższą;
- Gibson Les Paul TV Special – kupiona w 1970, w użyciu na początku lat 70. podczas występów.

Struny:
- - GHS Boomers 10-48 – używane od 1979;
  - Ernie Ball Custom 10-48 – w użyciu od początku lat 70.

## Wybrana filmografia
- „Rockestra” (1979, film dokumentalny, reżyseria: Barry Chattington)[33]
- „A Tribute to the King” (2005, film dokumentalny, reżyseria: Massimo Manganaro)[34]
- „Whatever Happened to Pink Floyd? The Strange Case of Waters and Gilmour” (2011, film dokumentalny, reżyseria: Alex Westbrook)[35]
- „Taken by Storm: The Art of Storm Thorgerson and Hipgnosis” (2011, film dokumentalny, reżyseria: Roddy Bogawa)[36]
- „Pink Floyd: Behind the Wall” (2011, film dokumentalny, reżyseria: Sonia Anderson)[37]
- „Pink Floyd: The Story of Wish You Were Here” (2012, film dokumentalny, reżyseria: John Edginton)[38]
- „Chit Chat with Oysters” (2013, film dokumentalny, reżyseria: Adrian Maben)[39]
- „The Kate Bush Story: Running Up That Hill” (2014, film dokumentalny, reżyseria: Adrian Sibley)[40]
- „David Gilmour: Wider Horizons” (2015, film dokumentalny, reżyseria: Kieran Evans)[41]